# Meseta de Mambilla
La Meseta de Mabilla (en inglés: Mambilla Plateau) es el nombre de una meseta que se encuentra en el estado de Taraba en el país africano de Nigeria. Esta meseta es la continuación del norte de las tierras altas de Bamenda de Camerún. La meseta de Mambilla tiene una altitud media de unos 1.524 metros (5.000 pies) sobre el nivel del mar, dejándola como la meseta más alta en Nigeria, ya que ninguna otra en Nigeria alcanza tal elevación. Algunos de sus pueblos están situados en las colinas que tienen por lo menos 1.828 metros (5.997 pies) de altura sobre el nivel del mar.